# 스티븐 워딩턴
스티븐 워딩턴(영어: Steven Waddington, 1967년 12월 30일 ~ )은 잉글랜드의 배우이다.